# Yale Bulldogs

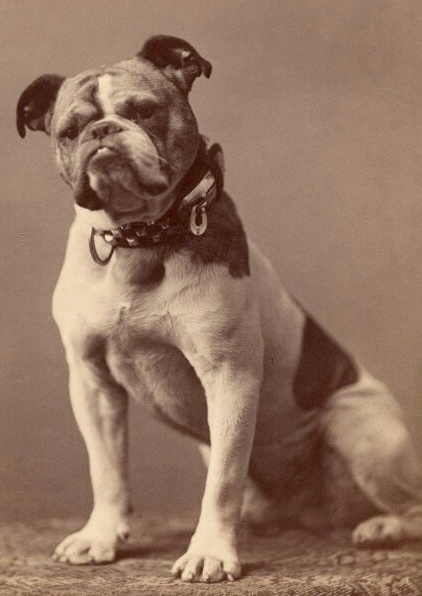
Handsome Dan

Als Yale Bulldogs bezeichnet man die Sportteams der Yale University. Die Universität unterhält 35 Mannschaften in verschiedenen Sportarten. Diese gewannen bisher die nationalen Meisterschaften der NCAA in Golf (21 Mal), Schwimmen (viermal) und Damenfechten (zweimal).

## Yale Corinthian Yacht Club
Der Yale Corinthian Yacht Club (YCYC), gegründet 1881, ist nach Selbstangabe der Yale Bulldogs der älteste Hochschulsegelverein der Welt. Der Verein sitzt in Branford (CT).

## Maskottchen und Rivalität
Maskottchen der Bulldogs, besonders jedoch der Footballmannschaft von Yale, ist seit über 100 Jahren die Bulldogge Handsome Dan, die auch leibhaftig existiert. 
Eine besondere Rivalität besteht mit den Harvard Crimson, den Mannschaften der Harvard University. Bekannt ist vor allem das Aufeinandertreffen der Footballteams, kurz The Game genannt. 